# Лэнг, Майкл
Майкл Лэнг (11 декабря 1944, Бруклин, штат Нью-Йорк — 8 января 2022) — американский концертный промоутер, продюсер и художественный руководитель, наиболее известный как соорганизатор Вудстокского Фестиваля Музыки и Искусства в 1969 году.

## Ранние годы
Лэнг родился в Бруклине в еврейской семье. В 1967 году бросил Нью-Йоркский институт и переехал в Кокосовую рощу, Флорида, где открыл свой хэдшоп. В 1968 году, после продвижения серии концертов в Майами, Лэнг вместе с Маршаллом Бреветцем организовал поп-фестиваль Майами. В первый день мероприятия, 18 мая выступали: Jimi Hendrix, Frank Zappa, John Lee Hooker, Arthur Brown и группа Blue Cheer. Собралось более 25000 зрителей. Вечером 19 мая начался дождь и фестиваль закончился раньше.
Также Лэнг был менеджером Джо Кокера.

## Вудстокский фестиваль 1969, 1994, 1999, 2019
Позже Лэнг переехал в Вудсток, Нью-Йорк и познакомился с Арти Корифельдом. Они вместе разработали концепцию крупного фестиваля, посвящённого общественным движениям 1960-х годов. Также они планировали открыть студию звукозаписи в городе Вудсток. Вместе с Корифельдом и партнерами, Джоном П. Робертсом и Джоэлом Розенманом, Лэнг предложил провести Вудстокский фестивали. Мероприятие прошло на ферме Макса Ясгура в Бетеле, штат Нью-Йорк, с 15 по 18 августа 1969 года. В этом же году он провел фестиваль йоги, где были запрещены алкоголь и наркотики. Майкл Лэнг был показан во многих сценах документального фильма 1970 года «Вудсток: 3 дня мира и музыки».
Лэнг также продюсировал «Вудсток-94» с партнерами Робертсом, Розенманом и сопродюсиром Джоном Шером, в также «Вудсток-99» — с Джоном Шером и Осси Килкенни.
В мае 2014 года Лэнг раскрыл планы по проведению концерта, посвященного 50-летию Вудстока и рассматривал различные места его проведения.
9 января 2019 года Лэнг объявил, что официальный фестиваль «Вудсток-50» состоится 16-18 августа 2019 года в Уоткинс-Глене, Нью-Йорк. 29 апреля 2019 года администратор округа, Шайлер Тим О’Хири, объявил, что «Вудсток-50» был отменён, хотя Лэнг это отрицал. За этим последовало судебное разбирательство с потенциальным спонсором мероприятия — японским агентством Dentsu Aegis Network.

## Бесплатный концерт в Алтамонте
В Алтамонте был запланирован концерт, который некоторые СМИ называли «Вудсток на Западе». Несмотря на то, что Лэнг не был продюсером мероприятия, он попросил «The Rolling Stones» и «Grateful Dead» помочь перенести место проведения с Sears Point Raceway в Altamont Speedway. В мероприятии должны были принять участие The Rolling Stones, Gratful Dead, Santana, Jefferson Airplane, The Flying Burrito Brothers и Crosby. Город Сан-Франциско отозвал разрешение на проведение мероприятия «Золотые ворота» из-за проведения поблизости футбольного матча.
Место проведения концерта менялось несколько раз. 6 декабря на местном ипподроме концерт состоялся.
Смена места проведения вызвала серьёзные технические проблемы, в том числе сцену построили слишком низко и близко к фанатам. Организаторами были наняты для охраны «Hells Angels», что привело к многочисленным дракам с посетителями концертов, а также к стычке на сцене с участниками группы Jefferson Airplane. Во время конфликта певец Марти Балин был ранен. Зритель Мередит Хантер был убит, когда бросился на сцену с пистолетом во время выступления The Rolling Stones. Эти инциденты были сняты на плёнку и фигурируют в документальном фильме братьев Мэйслс «Gimme Shelter».
Лэнг также присутствует в фильме об этом концерте. В последний раз его видели покидающим сцену во время драки между «Hells Angels» и «Jefferson Airplane».

## Продюсирование
Лэнг управлял лейблом «Just Sunshine Records», который спродюсировал и выпустил более 40 альбомов таких разнообразных музыкальных исполнителей, как Karen Dalton, Betty Davis и Mississippi Fred McDowell. Лэнг также руководил несколькими успешными международными исполнителями звукозаписи включая Joe Cocker, Rickie Lee Jones, Willie Devill, Tarkan и испанских исполнителей «El Ultimo de la Fila». Лейбл был активен и распространялся знаменитой музыкальной группой Gulf&Western с 1971 по 1974 год. Лэнг является основателем продюсерской компании The Michael Lang Organization (MLO), которая работала с различными музыкантами и занимается организацией фестивалей.

## В культуре
- В фильме «Штурмуя Вудсток» роль Лэнга исполнил Джонатан Грофф.
- В соавторстве с музыкальным критиком и продюсером Холли Джордж-Уоррен Лэнг написал книгу «Дорога в Вудсток» (The Road to Woodstock, 2009), ставшую бестселлером «Нью-Йорк таймс».